# Mouilleron-en-Pareds
Mouilleron-en-Pareds is een plaats en voormalige gemeente in het Franse departement Vendée in de regio Pays de la Loire en telde 1236 inwoners in 2005. De plaats maakt deel uit van het arrondissement Fontenay-le-Comte.

## Geschiedenis
Op 1 januari 2016 werd de gemeente met Saint-Germain-l'Aiguiller samengevoegd tot de nieuwe gemeente Mouilleron-Saint-Germain.

## Geografie
De oppervlakte van Mouilleron-en-Pareds bedroeg 20,1 km², de bevolkingsdichtheid was 61,5 inwoners per km².
De onderstaande kaart toont de ligging van Mouilleron-en-Pareds met de belangrijkste infrastructuur en aangrenzende gemeenten.

## Demografie
Onderstaande figuur toont het verloop van het inwonertal.

## Geboren
- Georges Clemenceau (1841-1929), premier van Frankrijk (1906-1909 en 1917-1920) en minister van oorlog